# Complexe de Dieu
Pour les articles homonymes, voir Complexe.
Un complexe de Dieu est une croyance inébranlable caractérisée par des sentiments de capacités personnelles exceptionnelles, de privilèges ou d'infaillibilité.
Un individu ayant ce genre de réflexion considère ses décisions et directions comme étant des notions absolues.

## Description
Une personne avec un complexe de Dieu peut refuser d'admettre la possibilité d'erreur ou d'échec, même face à des preuves irréfutables, des problèmes insolubles ou des tâches difficiles ou impossibles. Une personne avec un complexe de Dieu est aussi très dogmatique dans son point de vue, ce qui signifie que la personne parle de ses opinions personnelles comme si elles étaient incontestables.
Quelqu'un avec un complexe de Dieu peut n'avoir aucun respect pour les conventions et les exigences sociales, et peut réclamer des privilèges spéciaux.
Le complexe de Dieu n'est pas un terme clinique ou un trouble diagnosticable et il n'apparait pas dans le Diagnostic and Statistical Manual of Mental Disorders (DSM). Un complexe divin peut cependant être associé à la manie ou à un complexe de supériorité. Le nom diagnostique reconnu pour les comportements associés à un complexe divin est le trouble de la personnalité narcissique.
La première personne à avoir employé le terme complexe de Dieu est Ernest Jones (1913-1951). Sa description, au moins dans la table des matières de Essays in Applied Psycho-Analysis, décrit le complexe de Dieu comme la croyance que l'on est un dieu.